# Forgive Me
"Forgive Me" é uma canção gravada pela cantora e compositora britânica Leona Lewis. Foi lançada no Reino Unido a 3 de Novembro de 2008 como o quinto single do seu álbum de estúdio de estreia, Spirit (2007), tendo sido inclusa apenas na edição deluxe do mesmo, lançada com o objectivo de ajudar a promover o disco nos mercados norte-americanos. Composta pelo rapper Akon em colaboração com Claude Kelly e Tuinfort Giorgio, com os arranjos e produção a cargo do primeiro, a canção aborda uma rapariga que encontrou um novo alguém e pede por perdão ao seu antigo amor. Musicalmente, é um tema composto em Lá menor que varia dos géneros R&B e pop.
Em geral, a canção foi recebida com opiniões positivas pela crítica especialista em música contemporânea. A maioria dos críticos elogiou a performance vocal da artista e a mudança da sua sonoridade para um trabalho com um ritmo mais acelerado; contudo, Lewis recebeu críticas por supostamente tentar "imitar" cantoras como Whitney Houston e Mariah Carey. "Forgive Me" teve um desempenho comercial favorável na Europa, onde alcançou o primeiro posto na Eslováquia e posicionou-se entre as dez melhores posições em países como a Itália e o Reino Unido.
O vídeo musical para "Forgive Me" foi dirigido por Wayne Isham e estreou em Setembro de 2008. Os cenários do mesmo são baseados em musicais de Hollywood como Singin' in the Rain e West Side Story. A fim de promover a música, Lewis interpretou-a em vários programas de televisão, incluindo o GMTV, e também adicionou-a à set list das suas digressões The Labyrinth e Glassheart Tour.

## Antecedentes e lançamento

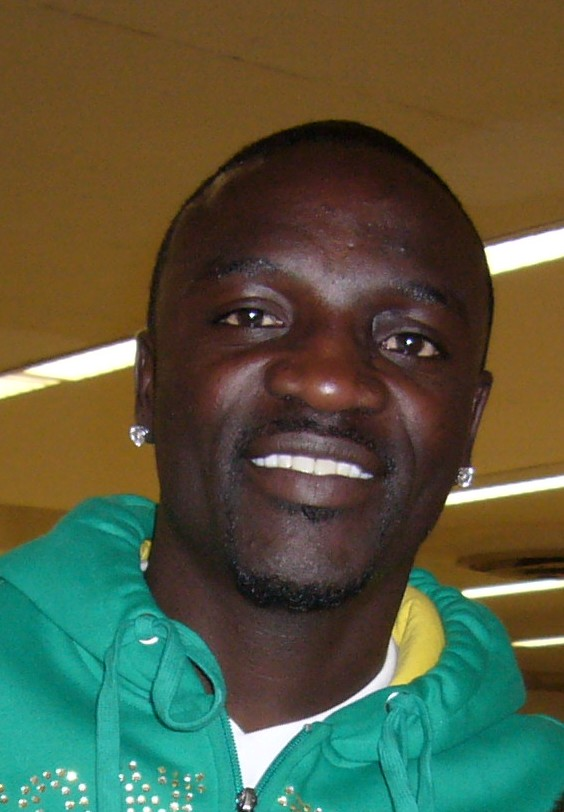
"Forgive Me" foi concebida após a oportunidade de trabalhar com Akon ter surgido..

O prémio de Lewis ao vencer a terceira temporada do programa de televisão britânico The X Factor em Dezembro de 2006 foi um contrato discográfico no valor de um milhão de libras estrelinas com a editora Sony BMG, na qual Cowell, o mentor da jovem no programa, era um executivo A&R. Na transmissão do episódio final ao vivo, a jovem cantora fez um dueto da canção "A Million Love Songs" (1992) com Gary Barlow, vocalista da banda britânica Take That, que naquela noite comentou com Cowell: "Essa menina é provavelmente cinquenta vezes melhor do que qualquer outro concorrente que você já teve, então você tem uma grande responsabilidade de produzir uma obra maravilhosa com ela." Cowell afirmou que as palavras de Barlow tiveram um impacto forte em si, portanto, a decisão tomada foi de não apressar o álbum de estreia da cantora, visto que ele agora pretendia obter "um disco incrível" repleto de material original, o que acreditava que não poderia ser feito em um período inferior a um ano. Do mesmo jeito, Lewis também queria um álbum de alta qualidade do qual poder-se-ia orgulhar. O seu ex-mentor revelou-a que não se importava caso o álbum levasse três anos a ser produzido, desde que fosse feito da maneira certa.
A produção do álbum acabou sendo prejudicada por um surto de amigdalite por parte da intérprete, surto este que coincidiu com a falta de produtores disponíveis para trabalharem no disco. A data inicial de lançamento do disco era Setembro de 2007; mas foi finalmente lançado dois meses depois. O lançamento do álbum marcou Lewis como a primeira vencedora de um programa de televisão de talentos de sempre a receber um grande lançamento mundial apenas com o seu álbum de estreia. Em 2008, duas novas canções foram gravadas para o álbum, de modo a apelar o público norte-americano: "Forgive Me", composta e produzida por Akon; e "Misses Glass", composta por Mad Scientist e RockCity; sendo que uma delas devia ser lançada como single. Durante uma entrevista com o blogue Digital Spy, Lewis explicou o motivo de ter decidido fazer uma transição do R&B para um género mais contemporâneo como o dance-pop:
"Eu quis fazer algo um pouco diferente, e a chance de trabalhar com Akon surgiu. Estou muito feliz com a maneira na qual isto se tornou e é óptimo o facto de ser diferente, ao contrário do que sempre faço."
"Forgive Me" foi o single escolhido, tendo a sua capa lançada a 17 de Setembro de 2008. Contudo, a canção foi lançada no Reino Unido apenas a 3 de Novembro de 2008, como o quinto single de Spirit. O lado B "Myself", com participação de Novel, foi incluso nas versões em CD single e em maxi single. Originalmente, "Forgive Me" fora apresentada somente na versão norte-americana do disco. Entretanto, não foi lançado como single na região. Mais tarde, "Forgive Me" foi adicionada na edição deluxe do álbum, que foi lançada internacionalmente em 2008.

## Estrutura musical e recepção crítica

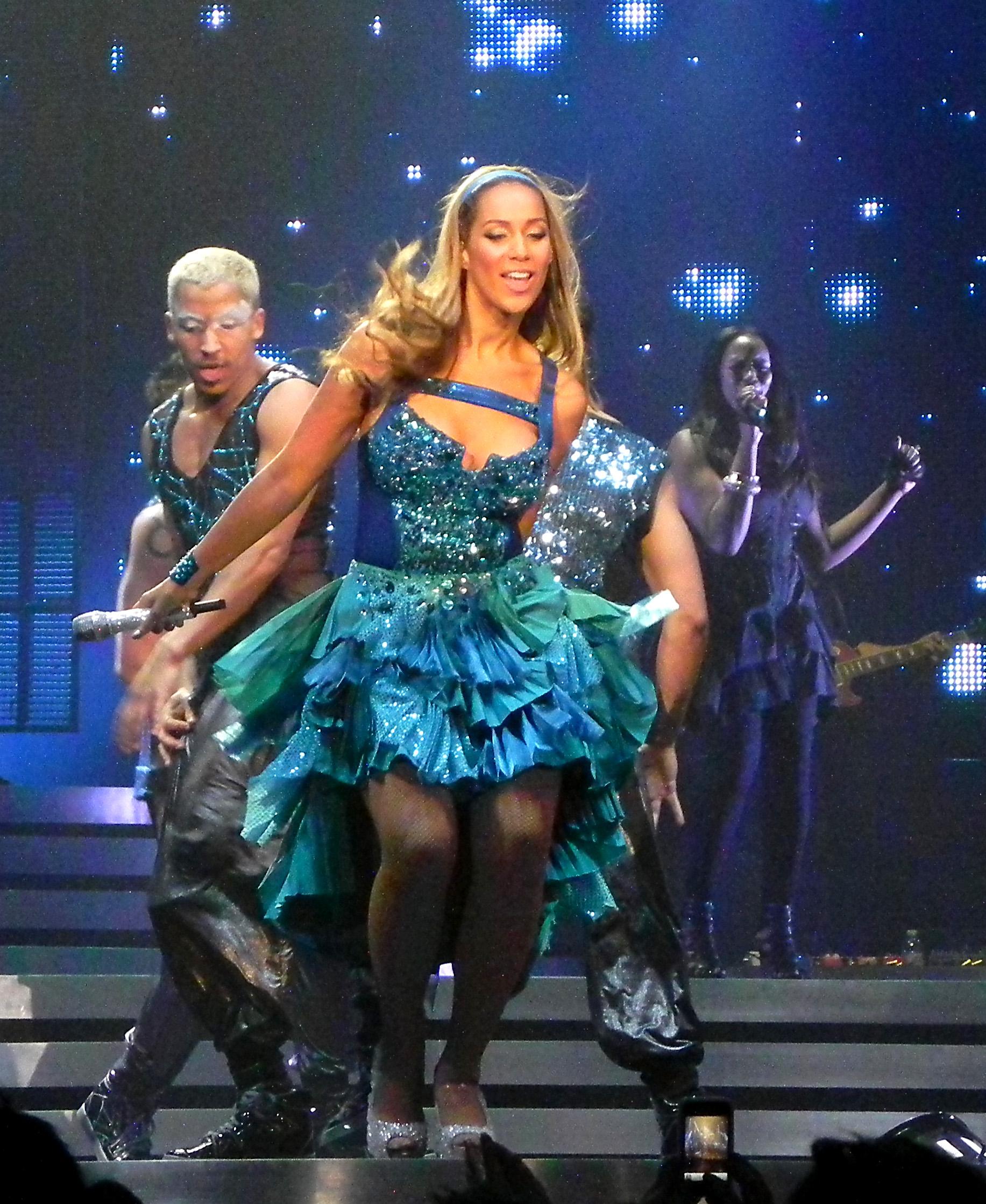
Lewis enquanto canta "Forgive Me" em uma das apresentações da digressão The Labyrinth.

"Forgive Me" foi composta por Aliaune Thiam, Claude Kelly e Tuinfort Giorgio, sendo produzida e arranjada pelo primeiro. O lado B "Myself" foi composto por Justin E. Boykin, Graham Marsh N., Lewis e Stevenson Alonzo, tendo este último ainda feito uma participação vocal na canção. "Forgive Me" é uma canção que deriva dos géneros rhythm and blues, soul e dance-pop. De acordo com a partitura publicada pela J Records/Syco, a música é definida no compasso de tempo comum e tem um andamento de 120 batidas por minuto. A canção foi composta na tonalidade de Lá menor, com a voz da intérprete atingindo a nota alta de Sol5 em falseto durante o refrão final, e também a nota baixa de Lá3 em cada verso. A letra da canção aborda uma protagonista que deixa o seu namorado e, eventualmente, encontra um novo alguém que retribua o seu amor. Apesar de ter encontrado o amor de um outro alguém, ela se defende e pede perdão ao seu ex-namorado. "Forgive Me" tem duas versões: a versão do álbum, com três minutos e quarenta e um segundos (3:41) de duração, na qual a artista canta a ponte por duas vezes; e também a versão single mix, com três minutos e vinte e cinco segundos (3:25) de duração.
Em geral, "Forgive Me" recebeu opiniões positivas pelos críticos especialistas em música contemporânea. Um resenhista da BBC chamou a música de "uma canção funky pop dançante". Gavin Martin, para o jornal The Mirror, afirmou que "[a música] demonstra a sua voz crua e nua. Sem desculpas necessárias." Nick Levine, para o blogue Digital Spy, atribuiu ao tema três estrelas a partir de uma escala de cinco (), fazendo uma comparação com o êxito "I'm Your Baby Tonight" (1990) da cantora Whitney Houston e dizendo que depois de seu últimos três singles de balada, "esta é uma mudança agradável". No entanto, ele também escreveu que "as letras com temas de adultério são uma combinação agridoce". Chad Grischow, para o portal IGN, observou que com esta canção, Lewis "não vai ser lembrada como uma one-hit wonder". Stephen Thomas Erlewine, do Allmusic, descreveu "Forgive Me", bem como "Misses Glass", como "apenas um pouco mais chamativas que o resto de Spirit." Sal Cinquemani, da Slant Magazine, achou que o single é "vivo e jovem." O The New York Times criticou Lewis por ser "uma Mariah de segunda [categoria] na música."

## Vídeo musical e apresentações ao vivo

Lewis no vídeo musical em uma cena inspirada por "Singin' in the Rain".

O vídeo da música foi filmado em Maio de 2008 e dirigido por Wayne Isham, tendo estreado a 16 de Setembro do mesmo ano. O teledisco começa com Lewis recebendo uma mensagem de texto do seu namorado dizendo que ele está apenas a um minuto de distância para encontrar-se com ela. Em seguida, o vídeo transforma-se em uma sequência de um sonho da cantora, onde ela pode ser vista em quatro cenários inspirados em musicais de Hollywood: West Side Story, The Rocky Horror Picture Show, Singin' in the Rain e Carousel. O vídeo termina com Lewis retornando à realidade depois de uma gota de chuva cair na sua mão, e logo depois o seu namorado envia uma mensagem que lê: "Depressa! Parece que poderá chover". O grupo de dança JabbaWockeeZ também faz uma aparição na cena de Rocky Horror, dançando atrás de Lewis.
Lewis cantou a música em vários programas de televisão. As primeiras apresentações ao vivo foram no The National Lottery Live a 29 de Outubro, e no GMTV a 31 de Outubro de 2008. Em outros lugares, "Forgive Me" foi também interpretada no seriado italiano Carramba Che Sorpresa e na versão sueca do reality show American Idol. Em Maio de 2010, a canção foi adicionada à set list da primeira digressão de Lewis, The Labyrinth, tendo sido posicionada como a oitava música dos concertos. Uma apresentação ao vivo no The O2 Arena foi incluída no álbum ao vivo em DVD da digressão, The Labyrinth Tour – Live at The O2. Em 2013, "Forgive Me" foi também adicionada à set list da digressão Glassheart Tour.

## Alinhamento de faixas e formatos
- CD Single — Alemanha[38] / Maxi Single — Suíça[39]

1. "Forgive Me" (single mix) — 3:24
2. "Myself" (com participação de Novel) — 3:50
3. "Forgive Me" (vídeo musical)

- Download digital — Japão[40] / CD single Promocional[41]

1. "Forgive Me" (single mix) — 3:24

- CD Single — Reino Unido[41][42]

1. "Forgive Me" (single mix) — 3:24
2. "Myself" (com participação de Novel) — 3:50

## Créditos e pessoal
Os seguintes créditos foram adaptados do encarte da versão deluxe do álbum Spirit (2007) e do encarte do disco de "Forgive Me":
| "Forgive Me" - Leona Lewis — vocais principais - Aliaune Thiam — vocais de fundo, produção e arranjos, composição - Giorgio Tuinfort — produção e arranjos, composição - Claude Kelly — produção vocal, composição - Larry Jackson — produção vocal - Mark Goodchild — gravação - Trent Privat — assistência - Serban Ghenea — mistura - John Hanes — engenharia - Tim Roberts — assistência | "Myself" - Leona Lewis — vocais principais, vocais de fundo - Alonzo "Novel" Stevenson — vocais principais, produção e arranjos - Justin E. Boykin — guitarra acústica, composição - James Burch — violoncelo - Matt Colette — instrumentação (bateria, percussão) - Everett James Harrell — instrumentação (piano, sino) - Carlton Lynn — gravação, mistura - Graham N. Marsh — gravação, composição - Kimberly L. Smith — coordenação de projecto |

## Desempenho nas tabelas musicais
"Forgive Me" estreou no número cinco no Reino Unido na semana de 15 de Novembro de 2008, tornando-se o terceiro single de Lewis a estrear dentro das dez melhores posições por lá, após "A Moment Like This" (2006) e "Bleeding Love" (2007). Na Irlanda, antes de seu lançamento oficial como single, foi a segunda maior estreia da semana na tabela Irish Singles Chart, tendo estreado também no número cinco. Na Eslováquia, a música estreou no número setenta e seis, e na sua décima semana alcançou o número um. Além disso, na European Hot 100 Singles, "Forgive Me" atingiu o seu pico na décima primeira posição. Na Itália, a canção estreou na nona posição, porém, abandonou a tabela na semana seguinte. No resto da Europa, o single alcançou o número sete na Suécia, doze na Suíça, e quinze na Áustria e Alemanha.
Em outros lugares, "Forgive Me" entrou na tabela musical australiana no número cinquenta, na semana 19 de Outubro de 2008, tendo na semana seguinte atingido um máximo de quarenta e nove. Mais tarde, o tema acabou por sair da tabela, tendo regressado na publicação da 10 de Novembro do ano seguinte, desta vez na quinquagésima colocação. Em 2008, na publicação de fim-de-ano do Reino Unido, que faz uma compilação das melhores vendas de singles do ano, "Forgive Me" posicionou-se no octogésimo quinto posto. Em 2009, posicionou-se no séptuagésimo nono posto na publicação de fim-de-ano da Hungria.
| País — Tabela musical (2008/09)                    | Posição de pico |
| -------------------------------------------------- | --------------- |
| Alemanha — Media Control Charts                    | 15              |
| Austrália — ARIA Charts                            | 49              |
| Áustria — Ö3 Austria Top 75                        | 15              |
| Bélgica (Flandres) — Ultratop 50                   | 26              |
| Dinamarca — Tracklisten                            | 14              |
| Eslováquia — Rádio Top 100 (IFPI)                  | 1               |
| Hungria — Rádiós Top 40 (MAHASZ)                   | 14              |
| Irlanda — Singles Chart (IRMA)                     | 5               |
| Itália — Top Singoli (FIMI)                        | 9               |
| Japão — Hot 100 (Billboard)                        | 39              |
| Reino Unido — Official Singles Chart Top 100 (OCC) | 5               |
| República Checa — Rádio Top 100 (IFPI)             | 58              |
| Suécia — Singles Top 100 (Sverigetopplistan)       | 7               |
| Suíça — Singles Top 75 (Schweizer Hitparade)       | 12              |
| Europa — Hot 100 Singles (IFPI)                    | 11              |

| País — Tabela musical (2008)                       | Posição |
| -------------------------------------------------- | ------- |
| Reino Unido — Official Singles Chart Top 100 (OCC) | 85      |
| País — Tabela musical (2009)                       | Posição |
| Hungria — Rádiós Top 40 (MAHASZ)                   | 79      |

## Histórico de lançamento
| País        | Data                   | Formato                                | Editora discográfica         |
| ----------- | ---------------------- | -------------------------------------- | ---------------------------- |
| México      | 8 de Setembro de 2008  | Download digital                       | Sony BMG Music Entertainment |
| Japão       | 10 de Setembro de 2008 | Download digital                       | BMG Japan                    |
| Alemanha    | 31 de Outubro de 2008  | CD single                              | Sony BMG Music Entertainment |
| Suíça       | 31 de Outubro de 2008  | Maxi single                            | Sony BMG Music Entertainment |
| Austrália   | 1 de Novembro de 2008  | CD single, download digital            | Sony BMG Music Entertainment |
| Irlanda     | 3 de Novembro de 2008  | CD single, download digital            | Syco Music                   |
| Itália      | 3 de Novembro de 2008  | Airplay, download digital, maxi single | Syco Music                   |
| Reino Unido | 3 de Novembro de 2008  | CD single, download digital            | Syco Music                   |